# Echinocythereis leecreekensis
Echinocythereis leecreekensis är en kräftdjursart som beskrevs av Hazel 1983. Echinocythereis leecreekensis ingår i släktet Echinocythereis och familjen Trachyleberididae. Inga underarter finns listade i Catalogue of Life.